# Міхаль

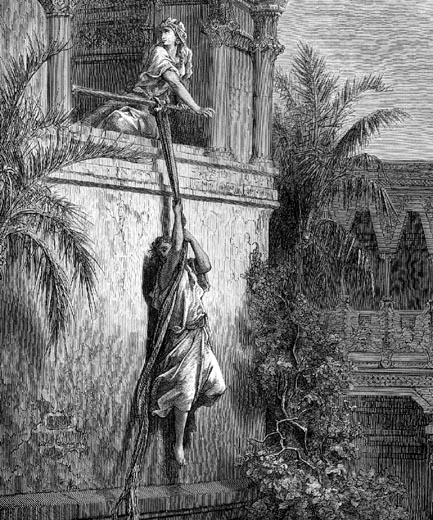
Міхаль допомагає втекти Давиду (Гюстав Доре)

Міхаль — дочка царя Саула, перша дружина царя Давида.

## У Біблії
Давид переміг Голіафа, та став добрим командувачем військ царя Саула і таким, що отримав сильну прихильність та любов народу. Цар Саул побачив, що він втратив популярність серед народу вирішив знищити Давида — «..найшов злий дух від Бога на Саула». Спочатку Саул пообіцяв віддати свою старшу дочку Давидові — Мерам. Та коли почув, що Міхаль закохалася в Давида вирішив віддати її. Через свою дочку цар хотів погубити Давида — «віддам її за нього, і вона стане йому за пастку». Саул послав Давида з наказом принести сто шкірок вбитих філистимлян, щоби заслужити руку Міхалі та з потаємною надією, що Давид буде вбитий. Проте Давид з успіхом виконав завдання. Саул віддав Давидові Міхаль за дружину. На короткий час Саул заспокоївся, та використав той час для приготування знищення Давида. Міхаль довідалася про плани Саула і сповістила Давида:
| Тієї ж самої ночі Саул послав гінців у дім Давида, щоб стерегти його й уранці вбити. Та Міхаль, жінка Давида, його про те сповістила: коли ти, мовляв, не врятуєшся цієї ночі, завтра будеш убитий! і спустила Міхаль Давида через вікно. Отак він пішов геть, утік і врятувався. [5] |
Коли Давид взяв собі двох жінок — Авігайлу та Ахіноам цар Саул видав Міхаль заміж вдруге за Палті, синові Лаїша. Після смерті Саула цар Давид зажадав, щоб Міхаль йому повернули. Вимогу Давида було виконано: Міхаль взяли від чоловіка, який провів її з плачем, і привели в місто Хеврон до Давида.
Неможливо сказати, чи любила тоді Міхаль ще Давида або вже ні. Коли вона побачила Давида, що «щосили танцював перед Господом, і був при тому оперезаний лляним ефодом» при поверненні Ковчега Завіту у Єрусалим, Міхаль «зневажила його в своїм серці». У цьому прояві любові до Бога Міхаль побачила поведінку, негідну царя, і дорікнула чоловіка. Але Давид відповів їй:

| Я перед Господом танцював, що вибрав радше мене, ніж твого батька й усю його родину, щоб настановити мене князем над Господнім народом, над Ізраїлем. Тому перед Господом буду веселитись і принижуся ще більше того. Стану принижений у твоїх очах, але в слугинь, про яких ти говориш, буду в славі!”[7] | І не було в Міхалі, дочки Саула, дітей аж по день її смерті.